# Macrobiotus garynahi
Macrobiotus garynahi är en djurart som tillhör fylumet trögkrypare, och som beskrevs av Kaczmarek, Michalczyk och Diduszko 2005. Macrobiotus garynahi ingår i släktet Macrobiotus och familjen Macrobiotidae. Inga underarter finns listade i Catalogue of Life.